# 梅森鎮區 (密歇根州卡斯縣)
梅森鎮區（英語：Mason Township）是位於美國密歇根州卡斯縣的一個行政鎮區。

## 地方資料
梅森鎮區的面積為53.20平方千米，當中陸地面積為52.40平方千米，而水域面積為0.80平方千米。根據2020年美國人口普查的數據，當地共有人口2841人，而人口密度為每平方千米53.4人。